# 平安京エイリアン (2017年のコンピュータゲーム)
『平安京エイリアン』（へいあんきょうエイリアン）は、マインドウェアより2017年10月13日に発売されたゲームソフト。

## 概要
本作は、電気音響から発売されたアーケード版『平安京エイリアン』を再現したモードのほかにも、アレンジモードとして「平安京エイリアン3671」、「平安京エイリアン3671」のバグを基にしつつも別のモードとして独立させた「バグ安京エイリアン」こと「Glitch Encore Alien 41381」がそれぞれ収録されている。また、アップデートでアイドルグループ・GUILDOLLとコラボレーションした「アイドルバージョン」の収録が予定されていたが、2020年5月時点で実装はされていない。

## ゲームモード

### アーケードモード
電気音響から発売されたアーケード版を再現したモードで、2プレイ時の交代・協力プレイの切り替えが可能である。

### 平安京エイリアン3671
5分（アイテム使用により最大90秒まで延長）という制限時間の中でなるべく多くのエイリアンを倒すことを目的としたモードで、スコアアタックの要素もあり、制限時間内に限り何度死亡してもゲームオーバーにはならない。
パソコン版に搭載されていたエイリアンをおびき寄せるためのアイテムであるべっこう飴は、エイリアンがべっこう飴を食べている間はプレイヤーとの衝突判定がなくなるという仕様にアレンジされている。
また、最大4人までのマルチプレイにも対応している。

### Glitch Encore Alien 41381（バグ安京エイリアン）
「平安京エイリアン3671」のバグを基にしたモード。

## 開発

### 企画
本作のプロデューサー兼プログラマーの市川幹人は、アーケード版に親しんでおり、無断で移植されたバージョンを雑誌などで多数目にしてきたことから、いつか自分の手で『平安京エイリアン』を作りたいと考えていた。 市川は2016年末に『バグファイアー』というゲームのリメイクを計画していたが、『バグファイアー』の作者から「『平安京エイリアン』を超えるという意気込みで開発した」ということを聞き、『バグファイアー』の原点である『平安京エイリアン』のリメイクを作ることを決めた。 市川は、ゲームボーイ版のディレクターを務めた中潟憲雄からの協力要請を断ったことを覚えており、リメイクを持ち掛けるために連絡した。 FC互換機向けソフト『NEO平安京エイリアン』の企画を進めていた中潟は市川の突然の連絡に驚きつつも、『平安京エイリアン』40周年にあたる2019年に向けて何かしたいということもあり、快諾した。
本作の音楽はWing☆と、スウェーデン人のテクノ/トランスミュージシャンIbojimaがそれぞれ手掛けた。

### ゲームデザイン
市川はゲーム開発において「たら・れば」を発生しやすくする方針を立てており、今回は「オリジナル版に親しんでいた世代は、年齢の都合上、ハイスコアに膨大な時間をかけるゲームをあまり好まない」という考えから、プレイヤーが短時間に高揚感を得て何度でも遊べるようにするため、アレンジモードである「平安京エイリアン3671」は「5分という制限時間の中でできるだけ多くのエイリアンを倒していく」という内容にした。これに関連して、陣取りゲームのように自分の色が増えていく楽しさを味わってもらうため、迷路の周辺を歩くとボーナスが入るというシステムが採用されたほか、プレイヤーの高揚感を上げるため、レベルの上昇に伴いエイリアンの数が増えると同時に検非違使の性能が上がるシステムも採用された。 
9月のある日、「平安京エイリアン3671」にて得点が大量に入るバグが発見されたが、テストプレイを行うチームから「これはこれでおもしろいから残してほしい」という要望があったため、「Glitch Encore Alien 41381」（バグ安京エイリアン）という独立したモードとして収録された。
「平安京エイリアン3671」および「Glitch Encore Alien 41381」はサイケデリックな色調を特徴としており、エフェクトやボーナスアイテム以外のグラフィックの書き足しは行われていないが、エイリアンのアニメーションの枚数が足されているため、オリジナル版のドットのまま滑らかな動きを実現することができた。
2017年11月10のアップデートでModにも対応し、サンプルデータとして『スペースマウス』のキャラクター・グラフィック・サウンドが用意された。

### アーケード化計画
2018年2月、本作のアーケードゲーム化が発表され、ロケーションテストが行われた。
市川はもともとPCベースの基板で本作のアーケード化の準備はしていたが、Steam版の更新等で準備を進めることができなかった。
そのとき、「高田馬場ゲーセン ミカド」の店長から「exA-Arcadia」というPCベース基板のプロジェクトメンバーであるエリック・チャン（Eric Chung）を紹介され、最終的にはアーケードゲーム版の開発がすすめられ、ネームエントリ機能などが追加された。さらにexA-Arcadiaで4人同時プレイができるI/Oボードが完成したことにより、Steam版で既に採用されている4人同時プレイをアーケード版でも実現することができた。
また、マインドウェアが過去に開発した『燃やすパズル フレイムテイル』で3分モードを導入したところ、いかなる習熟度でも平等に遊べることが証明されたことから、本作でも5分モードとは別に3分モードが追加された。
市川はアーケード版とSteam版がフィードバックしあうという構想を考えており、ロケテストの結果を踏まえアーケード版にリザルト表示を導入したいと考えていると前述のインタビューの中で述べている。